# Kostel svatého Zikmunda (Rapšach)
Kostel svatého Zikmunda v Rapšachu je filiální kostel římskokatolické farnosti Suchdol nad Lužnicí a kulturní památka České republiky.

## Historie
Kostel pochází ze 14. století. V roce 1450 byl upravován. Další zásadní přestavba proběhla v roce 1890 (mj. byla tehdy postavena kostelní věž, a to v neogotickém stylu). V roce 1949 byly odkryty pozdně gotické malby, které pak byly restaurovány. Do konce roku 2019 byl farním kostelem pro římskokatolickou farnost Rapšach.

## Popis
Kostel je jednolodní. Kněžiště (presbytář) a sakristie pocházejí ze 14. a 15. století. Presbytář s opěráky je klenutý a jsou v něm gotické nástěnné malby pocházející z třetí čtvrtiny 15. století. Varhany pocházejí z roku 1820 a jsou dílem varhanáře Horáka. Zvon zasvěcený svatému Floriánovi pochází z roku 1790 a byl ulit firmou Rudolf Perner v Českých Budějovicích. Menší zvon, tzv. umíráček, je zasvěcen svatému Josefovi, pochází z roku 1924 a byl rovněž ulit firmou Rudolf Perner v Českých Budějovicích.